# باراگولی
باراگولی روستایی در استان ریفت والی، کنیا می‌باشد.